# Звукові аномалії
Звукові аномалії або гул — це назва, яку часто дають поширеним повідомленням про постійне та інвазивне низькочастотне дзижчання, гуркіт, який чують часто, але не всі люди. Повідомлялося про гул у всьому світі, включаючи Сполучені Штати, Великобританію, Австралію та Канаду. Іноді їх називають відповідно до місцевості, де проблема була особливо розголошена, наприклад, «Таос Гул» у Нью-Мексико та «Віндзорський Гул» в Онтаріо.
Гул не виглядає єдиним явищем. Вважалися різні причини, включаючи місцеві механічні джерела, часто з промислових підприємств, а також прояви шуму у вухах або інші біологічні слухові ефекти.

## Опис
У звіті 1973 року цитується університетське дослідження п'ятдесяти випадків людей, які скаржилися на «низький пульсуючий фоновий шум», який інші не могли почути. Звук завжди досягає піка між 30 і 40 Гц, як виявилося, чути лише в прохолодну погоду з легким вітерцем і часто рано вранці..

### Таос Гул
Дослідження Taos Hum на початку 1990-х років у Таосі, штат Нью-Мексико, показало, що принаймні два відсотки людей чують його, причому кожен слухач на різній частоті між 32 Гц і 80 Гц. Подібні результати були отримані в більш ранньому британському дослідженні. Цей гул у штаті Таос чули приблизно рівні відсотки чоловіків і жінок. Вік справді є фактором, і люди середнього віку частіше чули це.

### Окленд Гул
У 2006 році Том Мойр, на той час співробітник Університету Массі в Окленді, Нова Зеландія, зробив кілька записів. Його попередні дослідження з використанням імітованих звуків показали, що гул був приблизно на частоті 56 герц.

### Віндзор Гул
Наприкінці 2011 року жителі Віндзора, Онтаріо, почали повідомляти про низьку вібрацію, іноді досить гучну, яка викликає роздратування (одного вечора 2012 року офіційним особам надійшло 22 000 повідомлень). Звук виходив з острова Цуг, індустріалізованої частини річки Руж (яка розділяє Віндзор і Детройт). Канадські офіційні особи звернулися до США з проханням про допомогу у визначенні джерела, але місцева влада попала у глухий кут через офіційні відмови дозволити доступ на острів. Можливою причиною став металургійний комбінат, яким керує US Steel, але офіційні особи заявили, що жодне нове обладнання не встановлювалося та не активувалося в той час, коли шум став помітним. Коли в квітні 2020 року доменні печі відключили, шум зник.

### Інші джерела гулу
У 2021 році гул було зареєстровано у Франкфурті та Дармштадті в Німеччині. Через рік у Дармштадті було виявлено численні джерела гудіння: два несправні блоки кондиціонерів, несправний тепловий насос і три захисні конструкції від шуму на електростанціях.
У 2022 році гул було зареєстровано в окрузі Сент-Луїс, штат Міссурі, та у ближніх районах.
У 2023 році в Омі в Північній Ірландії також було зареєстровано гул.

## Можливі пояснення
Існує скептичне відношення стосовно того, чи існує гул як фізичний звук. У 2009 році керівник аудіології лікарні Адденбрук у Кембриджі Девід Багулі сказав, що, на його думку, проблеми з дзижчанням приблизно в третині випадків походять від того, що люди надто пильно прислухаються та зосереджуються на нешкідливих фонових звуках.

### Механічні пристрої
Попри те, що певна форма механічного джерела є очевидним кандидатом виникнення гулу, більшість повідомлених гудінь не пов'язані з конкретним механічним джерелом.
Деякі дослідники припускають, що радіохвилі дуже низької частоти або радіохвилі надзвичайно низької частоти військової системи TACAMO, яка використовується літаками для зв'язку з підводними човнами, можуть бути джерелом дзижчання.

### Шум у вухах
Пропонований діагноз шум у вухах, розлад слухової системи, про який повідомляють деякі лікарі, використовують у відповідь на скарги на шум. Шум у вухах виникає всередині слухової та нервової систем, без зовнішніх подразників.
Хоча дехто припускає, що шум є формою низькочастотного шуму у вухах, такого як венозний шум, деякі повідомляють, що він не є внутрішнім: хтось помічає гул лише вдома, а хтось чує його всюди.

### Тварини

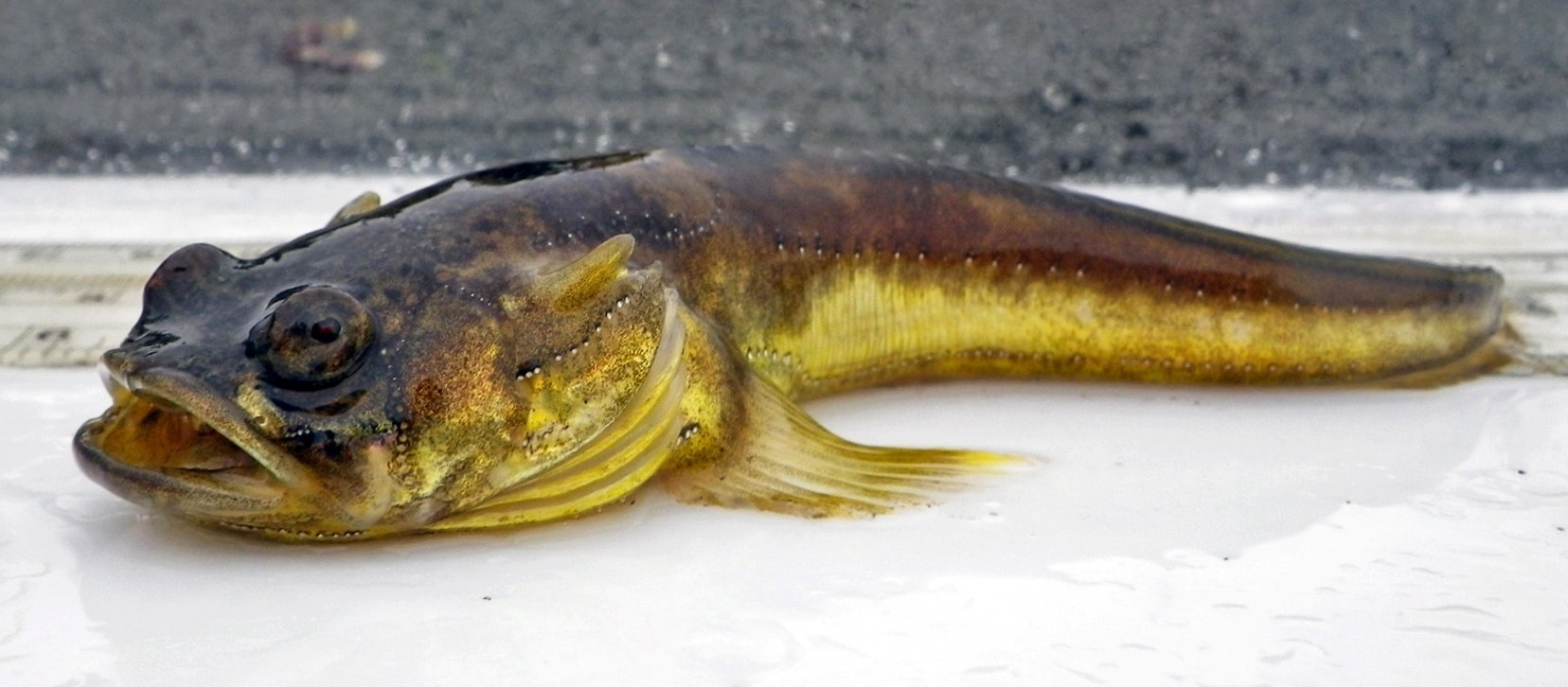
Риба-мічман розглядалася як можлива причина західного Сіетл-Хама.

Однією з багатьох можливих причин утворення гулу в Західному Сіетлі було те, що він був пов'язаний з рибою-мічманом, також відомою як жаба. Попереднє гудіння в Саусаліто, Каліфорнія, також на західному узбережжі Сполучених Штатів, було визначено як шлюбний крик самця-мічмана. Однак у цьому випадку гул резонував через корпуси плавучих будинків і впливав на людей, які живуть на цих човнах.. Будь-який резонансний гул, який передається через корпуси танкерів чи човнів, не може потрапити дуже далеко вглиб країни.
Шотландська асоціація морських наук висунула гіпотезу, що нічне дзижчання, яке можна почути в Хайті, графство Гемпшир, у Великій Британії, могло видавати подібна «звукова» риба. Рада вважала це малоймовірним, оскільки така риба зазвичай не зустрічається у прибережних водах Великобританії. Станом на лютий 2014 року, гул Хайта був записаний, хоча джерело його все ще не було знайдено.